# باب دادلی
رابرت وارن "باب" دادلی، (به انگلیسی: Bob Dudley) (متولد ۱۴ سپتامبر ۱۹۵۵) مدیر عامل اجرایی شرکت نفتی بی‌پی می‌باشد. وی پیش از آنکه به بالاترین منصب، در این شرکت بریتانیایی انتخاب شود، چندین سال بعنوان مدیر عامل شرکت تی‌ان‌کی-بی‌پی، فعالیت می‌کرد. دادلی در تاریخ ۱۸ ژوئن ۲۰۱۰، در پی برکناری مدیر عامل پیشین شرکت بی‌پی، بعلت بروز لکه نفتی خلیج مکزیک، به این پست منصوب شد.